# شب قهرمانان (۲۰۱۳)
شب قهرمانان (۲۰۱۳) (به انگلیسی: Night of Champions (2013)) یک رویداد غیر رایگان (Pay-Per-View) در کشتی حرفه‌ای می‌باشد که توسط کمپانی دبلیو دبلیو ای تهیه می‌شود و این دوره اش هم در ۱۵ سپتامبر ۲۰۱۳ در مجموعه ورزشی جو لوییس شهر دیترویت ایالت میشیگان برگزار می‌گردد. این هفتمین شب قهرمانان در تاریخ دبلیو دبلیو ای و هشتمین پی پی وی در سری مسابقات ۲۰۱۳ کمپانی خواهد بود. روال معمول این پی.پی. وی به این صورت است که همه عنوان دارهای دبلیو دبلیو ای باید از کمربند خود دفاع کنند.

## زمینه‌سازی
شب قهرمانان شامل مسابقاتی بین دشمنی‌های موجود، ماجراهای پیش آمده و استوری‌هایی خواهد بود که پیش از این در برنامه‌های راو یا اسمک داون پخش شده بود. کشتی‌گیرها با توجه به مسابقات یا سری اتفاقاتی که برایشان رخ می‌دهد و تنش را به حد اکثر می‌رساند، نقش منفی یا قهرمان به خود می‌گیرند.
دنیل برایان بعد از پیروزی اش در برابر جان سینا در سامر اسلم (۲۰۱۳) از داور مهمان مسابقه و مدیر اجرایی دبلیو دبلیو ای یعنی تریپل اچ "پدیگری" خورد و رندی اورتن هم از این فرصت استفاده کرده و چمدان خود را کَش کرد تا برایان را که روی زمین افتاده بود پین کند و به راحتی قهرمان شود. این اتفاق دشمنی جدیدی را بین برایان و اورتن به همراه تریپل اج و خانواده مک ماهون ایجاد کرد. در راو ۱۹ اوت، آن‌ها ادعا کردند که دلیل این کار هم این بود که دنیل برایان در "هیبت چهره(Face) دبلیو دبلیو ای نمی‌گنجد" و بسیار کوچکتر از آن است. آن‌ها از رندی اورتن به عنوان چهره جدید دبلیو دبلیو ای یاد کردند (منظور از چهره، وجهه و اعتبار می‌باشد). این ادعا باعث شد برایان به طرف رینگ برود که البته گروه شیلد به او حمله کردند و سپس رندی اورتن یک آر کی او به برایان زد. در اسمک داون ۲۳ اوت برایان تقاضای مسابقه مجدد در همان شب کرد اما اورتن گفت که او باید برای مسابقه تا شب قهرمانان صبر کند. بعدتر در همان قسمت برایان در یک مسابقه قفس فولادین مقابل وید بَرِت به پیروزی رسید ولی باز هم اورتن به‌طور ناگهانی به او "آر کی او" زد. سه روز بعد در راو تریپل اچ به اورتن یک کادیلاک اسکلید مدل جدید هدیه داد. دنیل برایان هم به آن دو توهین کرد. بخاطر همین، قرار شد همان شب در یک Gauntlet match با هر سه عضو گروه شیلد مبارزه کند. کمی بعد در همان شب، اورتن در یک مسابقه معمولی کریسچن را شکست داد و دنیل برایان هنگام پخش آهنگ(TitanTron)اورتن ظاهر شد و برای او رجزخوانی کرد و همچنین اتومبیل اورتن را به او نشان داد که تمام بدنه اش پر شده بود از "!Yes". بعدتر برایان در مسابقه اش مقابل سث رالینز با پین یا همان شمارش تا سه، به پیروزی رسید و دین امبروز و رومن رینز هم بخاطر دخالت در مسابقه یکدیگر، سلب صلاحیت شدند. گروه شیلد سپس با هم برایان را کتک زدند تا زمانیکه تریپل اچ آمد و بعد از اشاره او به برایان "تریپل پاور بام" زدند. سپس اورتن به رینگ آمد و به برایان از حال رفته "آر کی او" زد.
در راو ۵ اوت، راب ون دم با دخالت نابجا ریکاردو رودریگز که می‌خواست به دل ریو کمک کند، قهرمان سنگین‌وزن جهان یعنی آلبرتو دل ریو را در یک مسابقه معمولی شکست داد. بعد از این شکست دل ریو به‌طرز وحشیانه‌ای به رودریگز حمله کرد. در راو ۱۹ اوت رودریگز برگشت و به دل ریو اعلام کرد که او از این پس نام راب ون دم را اعلام خواهد کرد. رودریگز با ون دم دو بار در راو و در اسمک‌داون ۲۳ اوت به دل ریو حمله کرد. در راو ۲۶ اوت، رودریگز باعث شد ون دم مقابل دل ریو مسابقه دهد و دوباره او را شکست دهد. برَد مداکس هم اعلام کرد بخاطر این پیروزی، ون دم حق مسابقه با دل ریو در شب قهرمانان را بدست آورده‌است.
سی ام پانک بعد از شکست خوردن مقابل براک لزنر در سامراسلم، به دشمنی با پائول هیمن ادامه داد و برای این هدف در راو بعد از سامراسلم به کورتیس اکسل حمله کرد تا با او وارد دشمنی شود. چهار روز بعد در اسمک‌داون، اکسل پانک را به مبارزه طلبید که پانک هم آن را پذیرفت. در راو ۲۶ اوت ۲۰۱۳، پانک اکسل را شکست داد و بر اساس رأی طرفداران دبلیو دبلیو ای، پائول هیمن باید به زور در رینگ به مصاف پانک می‌رفت ولی اکسل دخالت کرد و پانک را مورد ضرب و شتم قرار داد. هیمن هم پانک را کتک زد. مداکس هم با خواسته پانک مبنی بر رویارویی با هیمن موافقت کرد و برای شب قهرمانان، سی ام پانک را در یک مسابقه نابودی با آوانس به طرف مقابل (به انگلیسی: Elimination Handicap Match) مقابل کورتیس اکسل و پائول هیمن قرار داد.
در قسمت ۲۶ اوت ۲۰۱۳ راو، ای جی لی در جشن پیروزی بری بلا در مسابقه مجدد خود در سامر اسلم (۲) اخلال ایجاد کرد و برگه تبلیغاتی مربوط به برنامه توتال دیواز را پاره کرد. در قسمت ۲ سپتامبر راو، ای جی لی در مسابقه تریپل ترت بین ناتالیا، نائومی و بری بِلا دخالت کرد، که مسابقه‌ای بود برای تعیین حریف شمار ۱(اصلی) کمربند قهرمانی دیواز، و باعث شد که مسابقه متوقف شده و بعد از آن هم خودش کتک بخورد. بعدتر در همان شب، استفنی مک ماهون اعلام کرد که ای جی باید در شب قهرمانان در یک مسابقه مرگبار چهار نفره(به انگلیسی: Fatal Four-Way match) مقابل ناتالیا، نائومی و بری بلا از کمربند قهرمانی خود دفاع کند.
در قسمت ۹ سپتامبر ۲۰۱۳ راو، اعلام شد که یک مسابقه تگ تیم ناآرام(به انگلیسی: Tag Team Turmoil Match) به عنوان مسابقه آغازین شب قهرمانان برگزار خواهد شد تا رقبای قهرمانان کنونی تگ تیم (رینز و رالینز) مشخص شوند و در شب قهرمانان با آن‌ها مسابقه دهند.
در قسمت ۱۳ سپتامبر اسمک داون، با توجه به درگیری‌های پیشین بین دولف زیگلر و گروه شیلد، اعلام شد که در شب قهرمانان دین امبروز باید از کمربند قهرمانی ایالات متحده خود در برابر دولف زیگلر دفاع کند.

## پسایند
شب بعد در راو، تریپل اچ، دنیل برایان را از قهرمانی WWE عزل کرد به این دلیل که داور مسابقه یعنی اسکات آرمسترانگ شمارش تا سه را خیلی سریع شمرده بود و از نظر تریپل اچ، دنیل برایان این را با داور هماهنگ کرده بود و قصد توطئه داشت. تریپل اچ به این بسنده نکرد و با قرار دادن برایان در مقابل رومن رینز او را تنبیه کرد. اگرچه برایان مسابقه را برد ولی باز هم گروه شیلد و اورتن به او حمله‌ور شدند. اورتن سر برایان را بین قسمت تاشوی صندلی گذاشت، ولی پیش از اینکه بتواند آسیب بیشتری به برایان بزند، ناگهان جمع کثیری از سوپراستارهای Face(نقش مثبت) دبلیودبلیوئی وارد رینگ شده و به اورتن و گروه شیلد حمله‌ور شدند و در نهایت برایان با یک فن زانوی خشن(High Knee) سث رالینز را نقش زمین کرد.

## بازخورد منتقدان
شُر منتقد ProWrestlingNet این رویداد را «بدترین PPV سال تا به اینجا» دانست و آن را افتضاح خواند. جیسون پاول منتقد ProWrestlingNet هم آن را «به راحتی قابل فراموشی» خواند و تغییر قهرمان‌ها را یک «لحظه به یادماندنی واقعی در دبلیودبلیو ای» ندانست. جیمز کَدوِل از PWTorch، گفت: «مسابقه اصلی، قابل قبول بود ولی نه آنقدر خوب که این PPV را از عدم رضایت شدید خارج کند.» او به مسابقه اصلی که بین برایان و اورتن بود امتیاز ۳ از ۵ داد، که بالاترین امتیاز در بین مسابقات برگزار شده بود.

## نتایج
| شماره                                 | مسابقات | نوع مسابقه | مدت زمان |
| ------------------------------------- | --- | --- | -------- |
| مسابقه آغازین شب قهرمانان (پیش نمایش) | دِ پرایم تایم پلیرز (تایتُس اونیل و دِرِن یانگ) پیروز مقابل تانز آف فانک (برودوس کلی و تنسای) مقابل دِ اوسوز (جیمی اوسو و جی اوسو) مقابل ۳ام بی (هیث اسلیتر و درو مکینتایر) (با همراهی جیندر ماهال) مقابل دِ ریِل امریکنز (جک سواگر و آنتونیو سزارو) (با همراهی زب کولتر) | مسابقه تگ تیم ناآرام برای مسابقه قهرمانی کمربندهای تگ تیم در همان شب                                                                              | ۱۱:۱۴    |
| ۱                                     | کورتیس اکسل (با همراهی پل هیمن) (قهرمان کنونی) پیروز مقابل کوفی کینگستن | مسابقه تک نفره برای قهرمانی کمربند بین قاره‌ای | ۱۳:۵۶    |
| ۲                                     | ای جی لی (قهرمان کنونی) پیروز مقابل ناتالیا مقابل بری بلا مقابل نائومی با تسلیم (به انگلیسی: Submission) | مسابقه مرگبار چهار نفره برای قهرمانی کمربند دیواز                                                                                                 | ۰۵:۴۰    |
| ۳                                     | راب ون دم (با همراهی ریکاردو رودریگز) پیروز مقابل آلبرتو دل ریو (قهرمان کنونی) با سلب صلاحیت (به انگلیسی: Disqualification) (دل ریو قهرمان ماند) | مسابقه تک نفره برای قهرمانی کمربند سنگین‌وزن جهان                                                                                                  | ۱۳:۰۷    |
| ۴                                     | دِ میز پیروز مقابل فاندانگو (با همراهی سامر رِی) با تسلیم (به انگلیسی: Submission) | مسابقه تک نفره | ۰۷:۳۹    |
| ۵                                     | کورتیس اکسل و پل هیمن پیروز مقابل سی ام پانک | مسابقه نابودی با آوانس به طرف مقابل بدون محدودیت (به انگلیسی: No Disqualification Handicap Match)، اگر هیمن حاضر به مسابقه دادن نباشد اخراج می‌شود | ۱۵:۲۲    |
| ۶                                     | دین امبروز (قهرمان کنونی) پیروز مقابل دولف زیگلر | مسابقه تک نفره برای قهرمانی کمربند ایالات متحده                                                                                                   | ۰۹:۳۷    |
| ۷                                     | دِ شیلد (رومن رینز و سث رالینز) (قهرمانان کنونی) پیروز مقابل دِ پرایم تایم پلیرز (تایتُس اونیل و دِرِن یانگ) | مسابقه تگ تیم برای قهرمانی کمربندهای تگ تیم | ۰۶:۵۹    |
| ۸                                     | دنیل براین پیروز مقابل رندی اورتِن (قهرمان کنونی) | مسابقه تک نفره برای قهرمانی کمربند دبلیو دبلیو ای                                                                                                 | ۱۷:۳۸    |

## مسابقه تگ تیم ناآرام
| ترتیب | تیم                                         | ترتیب باخت | توسط               |
| ----- | ------------------------------------------- | ---------- | ------------------ |
| ۱     | ۳ام بی (هیث اسلیتر و درو مکینتایر)          | ۱          | تانز آف فانک       |
| ۲     | تانز آف فانک (برودوس کلی و تنسای)           | ۲          | دِ ریِل امریکنز      |
| ۳     | دِ ریِل امریکنز (جک سواگر و آنتونیو سزارو)    | ۴          | دِ پرایم تایم پلیرز |
| ۴     | دِ اوسوز (جیمی اوسو و جی اوسو)               | ۳          | دِ ریِل امریکنز      |
| ۵     | دِ پرایم تایم پلیرز (تایتُس اونیل و دِرِن یانگ) |            | برندگان            |